# Puchar Świata w narciarstwie szybkim 2023
Puchar Świata w narciarstwie szybkim 2023 rozpoczął się 28 stycznia 2023 r. we francuskim Vars, a zakończył 29 marca tego samego roku, również w tym samym ośrodku narciarskim.
Obrońcami Kryształowej Kuli w kategorii S1 (Speed One) byli Włosi: Simone Origone wśród mężczyzn oraz Valentina Greggio wśród kobiet.
Tegorocznymi zdobywcami pucharu zostali: reprezentant Włoch Simone Origone (14. tytuł) oraz reprezentantka Szwecji Britta Backlund (4. tytuł).

## Kalendarz i wyniki Pucharu Świata

### Mężczyźni
| Lp.                                                                 | Data             | Miejscowość | 1. miejsce     | 2. miejsce     | 3. miejsce           |
| ------------------------------------------------------------------- | ---------------- | ----------- | -------------- | -------------- | -------------------- |
| 1.                                                                  | 28 stycznia 2023 | Vars        | Simone Origone | Jonathan Moret | Simon Billy          |
| 2.                                                                  | 29 stycznia 2023 | Vars        | Simone Origone | Simon Billy    | Bastien Montès       |
|                                                                     | 10 marca 2023    | Idre Fjäll  | Odwołano       | Odwołano       | Odwołano             |
|                                                                     | 11 marca 2023    | Idre Fjäll  | Odwołano       | Odwołano       | Odwołano             |
| 3.                                                                  | 17 marca 2023    | Vars        | Simone Origone | Manuel Kramer  | Simon Billy          |
| 4.                                                                  | 18 marca 2023    | Vars        | Simon Billy    | Simone Origone | Klaus Schrottshammer |
| 22 marca 2023 Mistrzostwa Świata w Narciarstwie Szybkim 2023 – Vars |                  |             |                |                |                      |
| 5.                                                                  | 28 marca 2023    | Vars        | Simone Origone | Simon Billy    | Radim Palán          |
| 6.                                                                  | 29 marca 2023    | Vars        | Simon Billy    | Simone Origone | Radim Palán          |
|                                                                     | 29 marca 2023    | Grau Roig   | Odwołano       | Odwołano       | Odwołano             |
|                                                                     | 30 marca 2023    | Grau Roig   | Odwołano       | Odwołano       | Odwołano             |
|                                                                     | 5 kwietnia 2023  | Formigal    | Odwołano       | Odwołano       | Odwołano             |

### Kobiety
| Lp.                                                                 | Data             | Miejscowość | 1. miejsce        | 2. miejsce        | 3. miejsce     |
| ------------------------------------------------------------------- | ---------------- | ----------- | ----------------- | ----------------- | -------------- |
| 1.                                                                  | 28 stycznia 2023 | Vars        | Britta Backlund   | Valentina Greggio | Cléa Martinez  |
| 2.                                                                  | 29 stycznia 2023 | Vars        | Britta Backlund   | Valentina Greggio | Cléa Martinez  |
|                                                                     | 10 marca 2023    | Idre Fjäll  | Odwołano          | Odwołano          | Odwołano       |
|                                                                     | 11 marca 2023    | Idre Fjäll  | Odwołano          | Odwołano          | Odwołano       |
| 3.                                                                  | 17 marca 2023    | Vars        | Britta Backlund   | Valentina Greggio | Cléa Martinez  |
| 4.                                                                  | 18 marca 2023    | Vars        | Britta Backlund   | Valentina Greggio | Cléa Martinez  |
| 22 marca 2023 Mistrzostwa Świata w Narciarstwie Szybkim 2023 – Vars |                  |             |                   |                   |                |
| 5.                                                                  | 28 marca 2023    | Vars        | Valentina Greggio | Britta Backlund   | Cléa Martinez  |
| 6.                                                                  | 29 marca 2023    | Vars        | Britta Backlund   | Valentina Greggio | Célia Martinez |
|                                                                     | 29 marca 2023    | Grau Roig   | Odwołano          | Odwołano          | Odwołano       |
|                                                                     | 30 marca 2023    | Grau Roig   | Odwołano          | Odwołano          | Odwołano       |
|                                                                     | 5 kwietnia 2023  | Formigal    | Odwołano          | Odwołano          | Odwołano       |

## Klasyfikacje

### MężczyźniKobiety
| Lp. | Zawodnik         | Punkty |
| --- | ---------------- | ------ |
| 1.  | Simone Origone   | 560    |
| 2.  | Simon Billy      | 480    |
| 3.  | Radim Palán      | 283    |
| 4.  | Bastien Montès   | 261    |
| 5.  | Jonathan Moret   | 215    |
| 6.  | Marc Amann       | 189    |
| 7.  | Tawny Wagstaff   | 169    |
| 8.  | Ugo Portal       | 126    |
| 9.  | Manuel Kramer    | 125    |
| 10. | Carl Ribbegårdh  | 122    |
| 10. | Ricardo Adarraga | 122    |

| Lp. | Zawodniczka       | Punkty |
| --- | ----------------- | ------ |
| 1.  | Britta Backlund   | 580    |
| 2.  | Valentina Greggio | 500    |
| 3.  | Cléa Martinez     | 350    |
| 4.  | Célia Martinez    | 310    |
| 5.  | Marta Visa Carol  | 252    |
| 6.  | Mathilda Persson  | 90     |
| 7.  | Seraina Murk      | 80     |